# Rancogne
Rancogne korábbi község Franciaországban, Charente megyében. Lakosainak száma 361 fő (2018. január 1.). Rancogne Bunzac, Marillac-le-Franc, Pranzac, La Rochefoucauld, Saint-Projet-Saint-Constant, Saint-Sornin és Vilhonneur községekkel határos.
2019. január 1-jén Vilhonneur korábbi községgel egyesült és az így létrejött Vilhonneur új község része lett.

## Népesség
A település népessége az elmúlt években az alábbi módon változott:
| Lakosok száma | 252  | 239  | 264  | 330  | 357  | 388  | 388  | 383  | 364  | 361  |
|               | 1968 | 1975 | 1982 | 1999 | 2006 | 2011 | 2013 | 2016 | 2017 | 2018 |